# Rosalindidae
Rosalindidae is een familie van neteldieren uit de klasse van de Hydrozoa (hydroïdpoliepen).

## Geslacht
- Rosalinda Totton, 1949